# Surface d'attaque
La surface d'attaque ou surface d'exposition est la somme des différents points faibles (les « vecteurs d'attaque ») par lesquels un utilisateur non autorisé (un « pirate ») pourrait potentiellement s'introduire dans un environnement logiciel et en soutirer des données,.
Minimiser le plus possible la surface d'attaque fait partie des mesures de sécurité de base.

## Exemples de vecteurs d'attaque
Des exemples de vecteurs d'attaque incluent les champs de saisie, les protocoles, les interfaces et les services.

## Compréhension d'une surface d'attaque
La multiplication du nombre de failles de sécurité potentielles auxquelles est confrontée une entreprise donne aux pirates informatiques de sérieux avantages car ils n'ont, en général, besoin que d'une seule faille pour réussir leur attaque.
Le processus de compréhension et de visualisation d'une surface d'attaque compte trois étapes :
1. visualisation du système d'une entreprise par la cartographie de tous les appareils, chemins et réseaux ;
2. détermination des « indicateurs d'exposition » (« IoE », pour Indicator of Exposure), c'est-à-dire faire correspondre chaque indicateur de vulnérabilité susceptibles d'être exposés à la carte visualisée dans l'étape précédente. Exemples : défauts de contrôles de sécurité des systèmes et des logiciels ;
3. détermination des indicateurs de compromission. L'indicateur de compromission est utilisé pour évaluer le degré de réussite d'une attaque.

## Réduction de la surface d'attaque
Les stratégies de base de réduction d'une surface d'attaque sont les suivants : réduction de la quantité de code en cours d'exécution, limitation du nombre de points d'entrée disponibles pour les utilisateurs non approuvés et élimination des services relativement peu demandés.
Une approche pour améliorer la sécurité de l'information est de réduire la surface d'attaque d'un système ou d'un logiciel. 
- La désactivation des fonctionnalités inutiles permet limiter les risques de sécurité.
- Réduire le volume de code accessible aux acteurs non autorisés permet de réduire les vulnérabilités potentielles.

Bien que la réduction de la surface d'attaque aide à prévenir les failles de sécurité, elle n'atténue pas le niveau de dommages qu'un attaquant pourrait infliger une fois qu'une vulnérabilité est exploitée.